# Liste der olympischen Medaillengewinner aus Italien/M–P
Bislang errangen italienische Sportler insgesamt 799 olympische Medaillen (271 × Gold, 244 × Silber und 284 × Bronze).
Zurück zur Liste der olympischen Medaillengewinner aus Italien
- Liste der olympischen Medaillengewinner aus Italien/A–C
- Liste der olympischen Medaillengewinner aus Italien/D–L
- Liste der olympischen Medaillengewinner aus Italien/Q–Z

## Medaillengewinner

### M
- Filippo Macchi – Fechten (0-2-0)
Paris 2024: Silber, Florett Männer
Paris 2024: Silber, Florett Team Männer
- Giuseppe Maddaloni – Judo (1-0-0)
Sydney 2000: Gold, Leichtgewicht Männer
- Vincenzo Maenza – Ringen (2-1-0)
Los Angeles 1984: Gold, Papiergewicht Männer
Seoul 1988: Gold, Papiergewicht Männer
Barcelona 1992: Silber, Papiergewicht Männer
- Marta Maggetti – Segeln (1-0-0)
Paris 2024: Gold, Windsurfen iQFoil Frauen
- Cecilia Maffei – Shorttrack (0-1-0)
Pyeongchang 2018: Silber, 3000 m Staffel Frauen
- Michele Maffei – Fechten (1-3-0)
Mexiko-Stadt 1968: Silber, Säbel Team Männer
München 1972: Gold, Säbel Team Männer
Montreal 1976: Silber, Säbel Team Männer
Moskau 1980: Silber, Säbel Team Männer
- Primo Magnani – Radsport (1-0-0)
Antwerpen 1920: Gold, 4000 m Teamverfolgung Männer
- Gabriele Magni – Fechten (0-0-1)
Sydney 2000: Bronze, Florett Team Männer
- Filippo Magnini – Schwimmen (0-0-1)
Athen 2004: Bronze, 4 × 200-m-Freistilstaffel Männer
- Mario Magnozzi – Fußball (0-0-1)
Amsterdam 1928: Bronze, Männer
- Paoletta Magoni – Ski Alpin (1-0-0)
Sarajevo 1984: Gold, Slalom Frauen
- Luigi Maiocco – Turnen (3-0-0)
Stockholm 1912: Gold, Teammehrkampf Männer
Antwerpen 1920: Gold, Teammehrkampf Männer
Paris 1924: Gold, Teammehrkampf Männer
- Siegfried Mair – Rodeln (0-0-1)
Innsbruck 1964: Bronze, Zweisitzer Männer
- Mario Majoni – Wasserball (1-0-0)
London 1948: Gold, Männer
- Fabio Maj – Skilanglauf (0-2-0)
Nagano 1998: Silber, 4 × 10-km-Staffel Männer
Salt Lake City 2002: Silber, 4 × 10-km-Staffel Männer
- Germana Malabarba – Turnen (0-1-0)
Amsterdam 1928: Silber, Teammehrkampf Frauen
- Giorgio Malan – Moderner Fünfkampf (0-0-1)
Paris 2024: Bronze, Männer
- Giusi Malato – Wasserball (1-0-0)
Athen 2004: Gold, Frauen
- Federico Nilo Maldini – Schießen (0-1-0)
Paris 2024: Silber, 10 m Luftpistole Männer
- Stefano Malinverni – Leichtathletik (0-0-1)
Moskau 1980: Bronze, 4 × 400-m-Staffel Männer
- Graziano Mancinelli – Reiten (1-0-2)
Tokio 1964: Bronze, Springreiten Team
München 1972: Gold, Springreiten Einzel
München 1972: Bronze, Springreiten Team
- Ferdinando Mandrini – Turnen (2-0-0)
Antwerpen 1920: Gold, Teammehrkampf Männer
Paris 1924: Gold, Teammehrkampf Männer
- Marco Antonio Mandruzzato – Fechten (0-1-0)
London 1948: Silber, Degen Team Männer
- Vincenzo Mangiacapre – Boxen (0-0-1)
London 2012: Bronze, Halbweltergewicht Männer
- Giovanni Mangiante – Turnen (1-0-0)
Stockholm 1912: Gold, Teammehrkampf Männer
- Lorenzo Mangiante – Turnen (2-0-0)
Stockholm 1912: Gold, Teammehrkampf Männer
Antwerpen 1920: Gold, Teammehrkampf Männer
- Dario Mangiarotti – Fechten (1-2-0)
London 1948: Silber, Degen Team Männer
Helsinki 1952: Gold, Degen Team Männer
Helsinki 1952: Silber, Degen Einzel Männer
- Edoardo Mangiarotti – Fechten (6-5-2)
Berlin 1936: Gold, Degen Team Männer
London 1948: Silber, Degen Team Männer
London 1948: Silber, Florett Team Männer
London 1948: Bronze, Degen Einzel Männer
Helsinki 1952: Gold, Degen Einzel Männer
Helsinki 1952: Gold, Degen Team Männer
Helsinki 1952: Silber, Florett Einzel Männer
Helsinki 1952: Silber, Florett Team Männer
Melbourne 1956: Gold, Degen Team Männer
Melbourne 1956: Gold, Florett Team Männer
Melbourne 1956: Bronze, Degen Einzel Männer
Rom 1960: Gold, Degen Team Männer
Rom 1960: Silber, Florett Team Männer
- Luigi Mannelli – Wasserball (1-0-0)
Rom 1960: Gold, Männer
- Maurizio Mannelli – Wasserball (0-0-1)
Helsinki 1952: Bronze, Männer
- Sebastiano Mannironi – Gewichtheben (0-0-1)
Rom 1960: Bronze, Federgewicht Männer
- Virgilio Mantegazza – Fechten (0-0-1)
Paris 1924: Bronze, Degen Team Männer
- Cencio Mantovani – Radsport (0-1-0)
Tokio 1964: Silber, 4000 m Teamverfolgung Männer
- Ferruccio Manza – Radsport (0-1-0)
Tokio 1964: Silber, Teamzeitfahren Männer
- Roberto Manzi – Fechten (0-0-1)
Los Angeles 1984: Bronze, Degen Team Männer
- Carla Marangoni – Turnen (0-1-0)
Amsterdam 1928: Silber, Teammehrkampf Frauen
- Vittorio Marcelli – Radsport (0-0-1)
Mexiko-Stadt 1968: Bronze, Teamzeitfahren Männer
- Libero Marchini – Fußball (1-0-0)
Berlin 1936: Gold, Männer
- Denis Marconato – Basketball (0-1-0)
Athen 2004: Silber, Männer
- Ruggero Maregatti – Leichtathletik (0-0-1)
Los Angeles 1932: Bronze, 4 × 100-m-Staffel Männer
- Maurizio Margaglio – Eiskunstlauf (0-0-1)
Salt Lake City 2002: Bronze, Eistanz
- Felice Mariani – Judo (0-0-1)
Montreal 1976: Bronze, Leichtgewicht Männer
- Orazio Mariani – Leichtathletik (0-1-0)
Berlin 1936: Silber, 4 × 100-m-Staffel Männer
- Marco Marin – Fechten (1-2-1)
Los Angeles 1984: Gold, Säbel Team Männer
Los Angeles 1984: Silber, Säbel Einzel Männer
Seoul 1988: Bronze, Säbel Team Männer
Barcelona 1992: Silber, Säbel Einzel Männer
- Fiorenzo Marini – Fechten (1-1-0)
London 1948: Silber, Degen Team Männer
Rom 1960: Gold, Degen Team Männer
- Tommaso Marini – Fechten (0-1-0)
Paris 2024: Silber, Florett Team Männer
- Antonio Marovelli – Turnen (1-0-0)
Antwerpen 1920: Gold, Teammehrkampf Männer
- Andrea Marrazzi – Fechten (1-0-0)
Antwerpen 1920: Gold, Degen Team Männer
- Sante Marsili – Wasserball (0-1-0)
Montreal 1976: Silber, Männer
- Gianfranco Martin – Ski Alpin (0-1-0)
Albertville 1992: Silber, Alpine Kombination Männer
- Giuseppe Martinelli – Radsport (0-1-0)
Montreal 1976: Silber, Straßenrennen Männer
- Silvio Martinello – Radsport (1-0-1)
Atlanta 1996: Gold, Punktefahren Männer
Sydney 2000: Bronze, Madison Männer
- Nicolò Martinenghi – Schwimmen (1-0-2)
Tokio 2020: Bronze, 100 m Brust Männer
Tokio 2020: Bronze, 4 × 100 m Lagen Männer
Paris 2024: Gold, 100 m Brust Männer
- Francesco Martino – Turnen (2-0-0)
Paris 1924: Gold, Ringe Männer
Paris 1924: Gold, Teammehrkampf Männer
- Gustavo Marzi – Fechten (2-5-0)
Amsterdam 1928: Silber, Säbel Team Männer
Los Angeles 1932: Gold, Florett Einzel Männer
Los Angeles 1932: Silber, Florett Team Männer
Los Angeles 1932: Silber, Säbel Team Männer
Berlin 1936: Gold, Florett Team Männer
Berlin 1936: Silber, Säbel Einzel Männer
Berlin 1936: Silber, Säbel Team Männer
- Gianfranco Marzolla – Turnen (0-0-1)
Rom 1960: Bronze, Teammehrkampf Männer
- Pierluigi Marzorati – Basketball (0-1-0)
Moskau 1980: Silber, Männer
- Daniele Masala – Moderner Fünfkampf (2-1-0)
Los Angeles 1984: Gold, Einzel Männer
Los Angeles 1984: Gold, Team Männer
Seoul 1988: Silber, Team Männer
- Bruno Mascarenhas – Rudern (0-0-1)
Athen 2004: Bronze, Leichtgewichts-Vierer ohne Steuermann
- Aldo Masciotta – Fechten (0-1-0)
Berlin 1936: Silber, Säbel Team Männer
- Antonio Maspes – Radsport (0-0-1)
Helsinki 1952: Bronze, Tandem Männer
- Daniela Masseroni – Rhythmische Sportgymnastik (0-1-0)
Athen 2004: Silber, Team
- Carlo Massullo – Moderner Fünfkampf (1-2-2)
Los Angeles 1984: Gold, Team Männer
Los Angeles 1984: Bronze, Einzel Männer
Seoul 1988: Silber, Einzel Männer
Seoul 1988: Silber, Team Männer
Barcelona 1992: Bronze, Team Männer
- Luigi Mastrangelo – Volleyball (0-1-1)
Sydney 2000: Bronze, Männer
Athen 2004: Silber, Männer
- Michele Mastromarino – Turnen (1-0-0)
Antwerpen 1920: Gold, Teammehrkampf Männer
- Gavino Matta – Boxen (0-1-0)
Berlin 1936: Silber, Fliegengewicht Männer
- Ennio Mattarelli – Schießen (1-0-0)
Tokio 1964: Gold, Tontaubenschießen Männer
- Domenico Matteucci – Schießen (0-0-1)
Los Angeles 1932: Bronze, Schnellfeuerpistole Männer
- Alessia Maurelli – Rhythmische Sportgymnastik (0-0-2)
Tokio 2020: Bronze, Gruppe
Paris 2024: Bronze, Gruppe
- Fiona May – Leichtathletik (0-2-0)
Atlanta 1996: Silber, Weitsprung Frauen
Sydney 2000: Silber, Weitsprung Frauen
- Serafino Mazzarocchi – Turnen (1-0-1)
Stockholm 1912: Gold, Teammehrkampf Männer
Stockholm 1912: Bronze, Einzelmehrkampf Männer
- Angelo Mazzoni – Fechten (2-0-1)
Los Angeles 1984: Bronze, Degen Team Männer
Atlanta 1996: Gold, Degen Team Männer
Sydney 2000: Gold, Degen Team Männer
- Ferdinando Meglio – Fechten (1-1-1)
Moskau 1980: Silber, Säbel Team Männer
Los Angeles 1984: Gold, Säbel Team Männer
Seoul 1988: Bronze, Säbel Team Männer
- Aurelio Menegazzi – Radsport (1-0-0)
Paris 1924: Gold, 4000 m Teamverfolgung Männer
- Dino Meneghin – Basketball (0-1-0)
Moskau 1980: Silber, Männer
- Franco Menichelli – Turnen (1-1-3)
Rom 1960: Bronze, Bodenturnen Männer
Rom 1960: Bronze, Teammehrkampf Männer
Tokio 1964: Gold, Bodenturnen Männer
Tokio 1964: Silber, Ringe Männer
Tokio 1964: Bronze, Barren Männer
- Pietro Mennea – Leichtathletik (1-0-2)
München 1972: Bronze, 200 m Männer
Moskau 1980: Gold, 200 m Männer
Moskau 1980: Bronze, 4 × 400-m-Staffel Männer
- Marco Meoni – Volleyball (0-1-1)
Atlanta 1996: Silber, Männer
Sydney 2000: Bronze, Männer
- Emanuele Merisi – Schwimmen (0-0-1)
Atlanta 1996: Bronze, 200 m Rücken Männer
- Guido Messina – Radsport (1-0-0)
Helsinki 1952: Gold, 4000 m Teamverfolgung Männer
- Giandomenico Mesto – Fußball (0-0-1)
Athen 2004: Männer
- Michele Mian – Basketball (0-1-0)
Athen 2004: Silber, Männer
- Martina Miceli – Wasserball (1-0-0)
Athen 2004: Gold, Frauen
- Jonathan Milan – Radsport (1-0-1)
Tokio 2020: Gold, Teamverfolgung Männer
Paris 2024: Bronze, Teamverfolgung Männer
- Cesare Milani – Rudern (0-2-0)
Los Angeles 1932: Silber, Achter Männer
Berlin 1936: Silber, Achter Männer
- Paolo Milanoli – Fechten (1-0-0)
Sydney 2000: Gold, Degen Team Männer
- Andrea Minguzzi – Ringen (1-0-0)
Peking 2008: Gold, Mittelgewicht griechisch-römisch Männer
- Renzo Minoli – Fechten (1-1-0)
Amsterdam 1928: Gold, Degen Team Männer
Los Angeles 1932: Silber, Degen Team Männer
- Alessandro Miressi – Schwimmen (0-1-2)
Tokio 2020: Silber, 4 × 100 m Freistil Männer
Tokio 2020: Bronze, 4 × 100 m Lagen Männer
Paris 2024: Bronze, 4 × 100 m Freistil Männer
- Renato Mocellini – Bob (0-1-0)
Cortina d’Ampezzo 1956: Silber, Viererbob Männer
- Daniela Mogurean – Rhythmische Sportgymnastik (0-0-2)
Tokio 2020: Bronze, Gruppe
Paris 2024: Bronze, Gruppe
- Giuseppe Moioli – Rudern (1-0-0)
London 1948: Gold, Vierer ohne Steuermann Männer
- Michela Moioli – Snowboard (1-1-0)
Pyeongchang 2018: Gold, Snowboardcross Frauen
Peking 2022: Silber, Snowboardcross Mixed
- Valter Molea – Rudern (0-1-0)
Sydney 2000: Silber, Vierer ohne Steuermann Männer
- Carlo Molfetta – Taekwondo (1-0-0)
London 2012: Gold, Schwergewicht Männer
- Daniele Molmenti – Kanuslalom (1-0-0)
London 2012: Gold, Einer-Kajak Männer
- Paolo Monna – Schießen (0-0-1)
Paris 2024: Bronze, 10 m Luftpistole Männer
- Aldo Montano – Fechten (1-2-2)
Athen 2004: Gold, Säbel Einzel Männer
Athen 2004: Silber, Säbel Team Männer
Peking 2008: Bronze, Säbel Team Männer
London 2012: Bronze, Säbel Team Männer
Tokio 2020: Silber, Säbel Team Männer
- Aldo Montano – Fechten (0-2-0)
Berlin 1936: Silber, Säbel Team Männer
London 1948: Silber, Säbel Team Männer
- Carlo Montano – Fechten (0-1-0)
Montreal 1976: Silber, Florett Team Männer
- Mario Aldo Montano – Fechten (1-2-0)
München 1972: Gold, Säbel Team Männer
Montreal 1976: Silber, Säbel Team Männer
Moskau 1980: Silber, Säbel Team Männer
- Mario Tullio Montano – Fechten (1-1-0)
München 1972: Gold, Säbel Team Männer
Montreal 1976: Silber, Säbel Team Männer
- Tommaso Montano – Fechten (0-1-0)
Montreal 1976: Silber, Säbel Team Männer
- Bruno Monti – Radsport (0-1-0)
Helsinki 1952: Silber, Teamfahren Männer
- Carlo Monti – Leichtathletik (0-0-1)
London 1948: Bronze, 4 × 100-m-Staffel Männer
- Eugenio Monti – Bob (2-2-2)
Cortina d’Ampezzo 1956: Silber, Zweierbob Männer
Cortina d’Ampezzo 1956: Silber, Viererbob Männer
Innsbruck 1964: Bronze, Zweierbob Männer
Innsbruck 1964: Bronze, Viererbob Männer
Grenoble 1968: Gold, Zweierbob Männer
Grenoble 1968: Gold, Viererbob Männer
- Domenico Montrone – Rudern (0-0-1)
Rio de Janeiro 2016: Bronze, Vierer ohne Steuermann
- Salvatore Morale – Leichtathletik (0-0-1)
Tokio 1964: Bronze, 400 m Hürden Männer
- Matteo Morandi – Turnen (0-0-1)
London 2012: Bronze, Ringe Männer
- Giorgio Morbiato – Radsport (0-0-1)
Mexiko-Stadt 1968: Bronze, 4000 m Teamverfolgung Männer
- Domenico Mordini – Segeln (1-0-0)
Berlin 1936: Gold, 8-Meter-Klasse
- Emiliano Moretti – Fußball (0-0-1)
Athen 2004: Männer
- Marino Morettini – Radsport (1-1-0)
Helsinki 1952: Gold, 4000 m Teamverfolgung Männer
Helsinki 1952: Silber, 1000 m Zeitfahren Männer
- Oreste Moricca – Fechten (1-0-1)
Paris 1924: Gold, Säbel Team Männer
Paris 1924: Bronze, Degen Team Männer
- Lucia Morico – Judo (0-0-1)
Athen 2004: Bronze, Halbschwergewicht Frauen
- Renzo Morigi – Schießen (1-0-0)
Los Angeles 1932: Gold, Schnellfeuerpistole Männer
- Elio Morille – Rudern (1-0-0)
London 1948: Gold, Vierer ohne Steuermann Männer
- Carlo Mornati – Rudern (0-1-0)
Sydney 2000: Silber, Vierer ohne Steuermann Männer
- Karin Moroder – Skilanglauf (0-0-1)
Nagano 1998: Bronze, 4 × 5-km-Staffel Frauen
- Amos Mosaner – Curling (1-0-0)
Peking 2022: Gold, Mixed-Doppel
- Lorenzo Musetti – Tennis (0-0-1)
Paris 2024: Bronze, Einzel Männer
- Angelo Musone – Boxen (0-0-1)
Los Angeles 1984: Bronze, Schwergewicht Männer
- Francesco Musso – Boxen (1-0-0)
Rom 1960: Gold, Federgewicht Männer
- Maddalena Musumeci – Wasserball (1-0-0)
Athen 2004: Gold, Frauen

### N
- Aldo Nadi – Fechten (3-1-0)
Antwerpen 1920: Gold, Florett Team Männer
Antwerpen 1920: Gold, Degen Team Männer
Antwerpen 1920: Gold, Säbel Team Männer
Antwerpen 1920: Silber, Säbel Einzel Männer
- Nedo Nadi – Fechten (6-0-0)
Stockholm 1912: Gold, Florett Einzel Männer
Antwerpen 1920: Gold, Florett Einzel Männer
Antwerpen 1920: Gold, Florett Team Männer
Antwerpen 1920: Gold, Degen Team Männer
Antwerpen 1920: Gold, Säbel Einzel Männer
Antwerpen 1920: Gold, Säbel Team Männer
- Mara Navarria – Fechten (1-0-1)
Tokio 2020: Bronze, Degen Team Frauen
Paris 2024: Gold, Degen Team Frauen
- Marco Negri – Volleyball (0-0-1)
Los Angeles 1984: Bronze, Männer
- Luciano Negrini – Rudern (0-1-0)
Berlin 1936: Silber, Zweier mit Steuermann
- Alfonso Negro – Fußball (1-0-0)
Berlin 1936: Gold, Männer
- Franco Nenci – Boxen (0-1-0)
Melbourne 1956: Silber, Halbweltergewicht Männer
- Romeo Neri – Turnen (3-1-0)
Amsterdam 1928: Silber, Reck Männer
Los Angeles 1932: Gold, Einzelmehrkampf Männer
Los Angeles 1932: Gold, Teammehrkampf Männer
Los Angeles 1932: Gold, Barren Männer
- Mauro Nespoli – Bogenschießen (1-2-0)
Peking 2008: Silber, Team Männer
London 2012: Gold, Team Männer
Tokio 2020: Silber, Einzel Männer
- Paolo Nicolai – Beachvolleyball (0-1-0)
Rio de Janeiro 2016: Silber, Männer
- Marcello Nizzola – Ringen (0-1-0)
Los Angeles 1932: Silber, Bantamgewicht griechisch-römisch Männer
- Franco Nones – Skilanglauf (1-0-0)
Grenoble 1968: Gold, 30 km Männer
- Alessandro Nora – Wasserball (0-0-1)
Rio de Janeiro 2016: Bronze, Männer
- Giuliano Nostini – Fechten (0-1-0)
London 1948: Silber, Florett Team Männer
- Renzo Nostini – Fechten (0-4-0)
London 1948: Silber, Florett Einzel Männer
London 1948: Silber, Säbel Team Männer
Helsinki 1952: Silber, Florett Team Männer
Helsinki 1952: Silber, Säbel Team Männer
- Riccardo Nowak – Fechten (0-1-0)
London 1908: Silber, Säbel Team Männer
- Mauro Numa – Fechten (2-0-0)
Los Angeles 1984: Gold, Florett Einzel Männer
Los Angeles 1984: Gold, Florett Team Männer

### O
- Norberto Oberburger – Gewichtheben (1-0-0)
Los Angeles 1984: Gold, 2. Schwergewicht Männer
- Karin Oberhofer – Biathlon (0-0-1)
Sotschi 2014: Bronze, Mixed-Staffel
- Giorgio Oberweger – Leichtathletik (0-0-1)
Berlin 1936: Bronze, Diskuswurf Männer
- Diego Occhiuzzi – Fechten (0-1-2)
Peking 2008: Bronze, Säbel Team Männer
London 2012: Bronze, Säbel Team Männer
London 2012: Silber, Säbel Einzel Männer
- Giuseppe Ogna – Radsport (0-0-1)
Melbourne 1956: Bronze, Tandem Männer
- Geminio Ognio – Wasserball (1-0-1)
London 1948: Gold, Männer
Helsinki 1952: Bronze, Männer
- Ercole Olgeni – Rudern (1-1-0)
Antwerpen 1920: Gold, Zweier mit Steuermann Männer
Paris 1924: Silber, Zweier mit Steuermann Männer
- Patrizio Oliva – Boxen (1-0-0)
Moskau 1980: Gold, Halbweltergewicht Männer
- Abelardo Olivier – Fechten (2-1-0)
London 1908: Silber, Säbel Team Männer
Antwerpen 1920: Gold, Florett Team Männer
Antwerpen 1920: Gold, Degen Team Männer
- Giuseppe Olmo – Radsport (1-0-0)
Los Angeles 1932: Gold, Teamzeitfahren Männer
- Loveth Omoruyi – Volleyball (1-0-0)
Paris 2024: Gold, Frauen
- Antonio Oppes – Reiten (0-0-1)
Rom 1960: Bronze, Springreiten Team
- Salvatore Oppes – Reiten (0-1-0)
Stockholm 1956: Silber, Springreiten Team
- Stefano Oppo – Rudern (0-1-1)
Tokio 2020: Bronze, Leichtgewichts-Doppelzweier Männer
Paris 2024: Silber, Leichtgewichts-Doppelzweier Männer
- Carlo Orlandi – Boxen (1-0-0)
Amsterdam 1928: Gold, Leichtgewicht Männer
- Vittorio Orlandi – Reiten (0-0-1)
München 1972: Bronze, Springreiten Team
- Alessia Orro – Volleyball (1-0-0)
Paris 2024: Gold, Frauen
- Eddy Ottoz – Leichtathletik (0-0-1)
Mexiko-Stadt 1968: Bronze, 110 m Hürden Männer

### P
- Marta Pagnini – Rhythmische Sportgymnastik (0-0-1)
London 2012: Bronze, Gruppe
- Antonella Palmisano – Leichtathletik (1-0-0)
Tokio 2020: Gold, 20 km Gehen Frauen
- Angelo Palombo – Fußball (0-0-1)
Athen 2004: Männer
- Gregorio Paltrinieri – Schwimmen (1-2-2)
Rio de Janeiro 2016: Gold, 1500 m Freistil Männer
Tokio 2020: Silber, 800 m Freistil Männer
Tokio 2020: Bronze, 10 km Freiwasser Männer
Paris 2024: Silber, 1500 m Freistil Männer
Paris 2024: Bronze, 800 m Freistil Männer
- Francesca Palumbo – Fechten (0-1-0)
Paris 2024: Silber, Florett Team Frauen
- Abdon Pamich – Leichtathletik (1-0-1)
Rom 1960: Bronze, 50 km Gehen Männer
Tokio 1964: Gold, 50 km Gehen Männer
- Gianfranco Pandolfini – Wasserball (1-0-0)
London 1948: Gold, Männer
- Tullio Pandolfini – Wasserball (1-0-0)
London 1948: Gold, Männer
- Umberto Panerai – Wasserball (0-1-0)
Montreal 1976: Silber, Männer
- Andrea Panizza – Rudern (0-1-0)
Paris 2024: Silber, Doppelvierer Männer
- Jasmine Paolini – Tennis (1-0-0)
Paris 2024: Gold, Doppel Frauen
- Gianfranco Paolucci – Fechten (0-1-0)
Tokio 1964: Silber, Degen Team Männer
- Samuele Papi – Volleyball (0-2-1)
Atlanta 1996: Silber, Männer
Sydney 2000: Bronze, Männer
Athen 2004: Silber, Männer
- Andrea Parenti – Bogenschießen (0-0-1)
Atlanta 1996: Bronze, Team Männer
- Giuseppe Paris – Turnen (2-0-0)
Antwerpen 1920: Gold, Teammehrkampf Männer
Paris 1924: Gold, Teammehrkampf Männer
- Laura Paris – Rhythmische Sportgymnastik (0-0-1)
Paris 2024: Bronze, Gruppe
- Giovanni Parisi – Boxen (1-0-0)
Seoul 1988: Gold, Leichtgewicht Männer
- Rosario Parmegiani – Wasserball (1-0-0)
Rom 1960: Gold, Männer
- Bruno Parovel – Rudern (0-1-0)
Los Angeles 1932: Silber, Vierer mit Steuermann Männer
- Gabriella Paruzzi – Skilanglauf (1-0-4)
Albertville 1992: Bronze, 4 × 5-km-Staffel Frauen
Lillehammer 1994: Bronze, 4 × 5-km-Staffel Frauen
Nagano 1998: Bronze, 4 × 5-km-Staffel Frauen
Salt Lake City 2002: Gold, 30 km klassisch Frauen
Turin 2006: Bronze, 4 × 5-km-Staffel Frauen
- Claudia Pasini – Fechten (0-0-1)
Rom 1960: Bronze, Florett Team Frauen
- Johann Passler – Biathlon (0-0-2)
Calgary 1988: Bronze, 20 km Männer
Calgary 1988: Bronze, 4 × 7,5-km-Staffel Männer
- Giampiero Pastore – Fechten (0-1-1)
Athen 2004: Silber, Säbel Team Männer
Peking 2008: Bronze, Säbel Team Männer
- Manlio Pastorini – Turnen (1-0-0)
Antwerpen 1920: Gold, Teammehrkampf Männer
- Giacomo Pastorino – Wasserball (0-1-0)
London 2012: Silber, Männer
- Lorenzo Patta – Leichtathletik (1-0-0)
Tokio 2020: Gold, 4 × 100 m Männer
- Attilio Pavesi – Radsport (2-0-0)
Los Angeles 1932: Gold, Einzelzeitfahren Männer
Los Angeles 1932: Gold, Teamzeitfahren Männer
- Carlo Pavesi – Fechten (4-0-0)
Helsinki 1952: Gold, Degen Team Männer
Melbourne 1956: Gold, Degen Einzel Männer
Melbourne 1956: Gold, Degen Team Männer
Rom 1960: Gold, Degen Team Männer
- Paolo Pedretti – Radsport (1-0-0)
Los Angeles 1932: Gold, 4000 m Teamverfolgung Männer
- Ivan Pelizzoli – Fußball (0-0-1)
Athen 2004: Männer
- Federica Pellegrini – Schwimmen (1-1-0)
Athen 2004: Silber, 200 m Freistil Frauen
Peking 2008: Gold, 200 m Freistil Frauen
- Alberto Pellegrino – Fechten (2-2-0)
Melbourne 1956: Gold, Degen Team Männer
Rom 1960: Gold, Degen Team Männer
Rom 1960: Silber, Florett Team Männer
Tokio 1964: Silber, Florett Team Männer
- Federico Pellegrino – Skilanglauf (0-2-0)
Pyeongchang 2018: Silber, Sprint Männer
Peking 2022: Silber, Sprint Männer
- Matteo Pelliciari – Schwimmen (0-0-1)
Athen 2004: Bronze, 4 × 200-m-Freistilstaffel Männer
- Giovanni Pellielo – Schießen (0-3-1)
Sydney 2000: Bronze, Trap Männer
Athen 2004: Silber, Trap Männer
Peking 2008: Silber, Trap Männer
Rio de Janeiro 2016: Silber, Trap Männer
- Giorgio Pellini – Fechten (0-3-0)
London 1948: Silber, Florett Team Männer
Helsinki 1952: Silber, Florett Team Männer
Helsinki 1952: Silber, Säbel Team Männer
- Bruno Pellizzari – Radsport (0-0-1)
Los Angeles 1932: Bronze, Sprint Männer
- Albano Pera – Schießen (0-1-0)
Atlanta 1996: Silber, Doppeltrap Männer
- Alfio Peraboni – Segeln (0-0-2)
Moskau 1980: Bronze, Star
Los Angeles 1984: Bronze, Star
- Valerio Perentin – Rudern (1-0-0)
Amsterdam 1928: Gold, Vierer mit Steuermann
- Carlo Peretti – Wasserball (0-0-1)
Helsinki 1952: Bronze, Männer
- Lucia Peretti – Shorttrack (0-1-1)
Sotschi 2014: Bronze, 3000 m Staffel Frauen
Pyeongchang 2018: Silber, 3000 m Staffel Frauen
- Amaurys Pérez – Wasserball (0-1-0)
London 2012: Silber, Männer
- Andrea Peron – Radsport (0-1-0)
Barcelona 1992: Silber, Teamzeitfahren Männer
- Renato Perona – Radsport (1-0-0)
London 1948: Gold, Tandem Männer
- Elisabetta Perrone – Leichtathletik (0-1-0)
Atlanta 1996: Silber, 10 km Gehen Frauen
- Enrico Perucconi – Leichtathletik (0-0-1)
London 1948: Bronze, 4 × 100-m-Staffel Männer
- Luigina Perversi – Turnen (0-1-0)
Amsterdam 1928: Silber, Teammehrkampf Frauen
- Guglielmo Pesenti – Radsport (0-1-0)
Melbourne 1956: Silber, Sprint Männer
- Giorgio Pessina – Fechten (1-1-0)
Amsterdam 1928: Gold, Florett Team Männer
Los Angeles 1932: Silber, Florett Team Männer
- Renato Petronio – Rudern (1-0-0)
Amsterdam 1928: Gold, Vierer mit Steuermann
- Giovanni Pettenella – Radsport (1-1-0)
Tokio 1964: Gold, Sprint Männer
Tokio 1964: Silber, 1000 m Zeitfahren Männer
- Leonardo Pettinari – Rudern (0-1-0)
Sydney 2000: Silber, Leichtgewichts-Doppelzweier Männer
- Alfredo Pezzana – Fechten (1-0-0)
Berlin 1936: Gold, Degen Team Männer
- Paola Pezzo – Radsport (2-0-0)
Atlanta 1996: Gold, Mountainbike Frauen
Sydney 2000: Gold, Mountainbike Frauen
- Matteo Piano – Volleyball (0-1-0)
Rio de Janeiro 2016: Silber, Männer
- Vincenzo Picardi – Boxen (0-0-1)
Peking 2008: Bronze, Fliegengewicht Männer
- Achille Piccini – Fußball (1-0-0)
Berlin 1936: Gold, Männer
- Amelia Piccinini – Leichtathletik (0-1-0)
London 1948: Silber, Kugelstoßen Frauen
- Emanuela Pierantozzi – Judo (0-1-1)
Barcelona 1992: Bronze, Mittelgewicht Frauen
Sydney 2000: Silber, Halbschwergewicht Frauen
- Gastone Pierini – Gewichtheben (0-0-1)
Los Angeles 1932: Bronze, Leichtgewicht Männer
- Silvio Pietroboni – Fußball (0-0-1)
Amsterdam 1928: Bronze, Männer
- Alberto Pigaiani – Gewichtheben (0-0-1)
Melbourne 1956: Bronze, Schwergewicht Männer
- Ermanno Pignatti – Gewichtheben (0-0-1)
Melbourne 1956: Bronze, Mittelgewicht Männer
- Ugo Pignotti – Fechten (1-2-0)
Amsterdam 1928: Gold, Florett Team Männer
Los Angeles 1932: Silber, Florett Team Männer
Los Angeles 1932: Silber, Säbel Team Männer
- Pietro Piller Cottrer – Skilanglauf (1-2-1)
Salt Lake City 2002: Silber, 4 × 10-km-Staffel Männer
Turin 2006: Gold, 4 × 10-km-Staffel Männer
Turin 2006: Bronze, 30 km Skiathlon Männer
Vancouver 2010: Silber, 15 km Freistil Männer
- Cesare Pinarello – Radsport (0-0-2)
Helsinki 1952: Bronze, Tandem Männer
Melbourne 1956: Bronze, Tandem Männer
- Cosimo Pinto – Boxen (1-0-0)
Tokio 1964: Gold, Halbschwergewicht Männer
- Vincenzo Pinton – Fechten (0-4-0)
Berlin 1936: Silber, Säbel Team Männer
London 1948: Silber, Säbel Einzel Männer
London 1948: Silber, Säbel Team Männer
Helsinki 1952: Silber, Säbel Team Männer
- Giampiero Pinzi – Fußball (0-0-1)
Athen 2004: Männer
- Damiano Pippi – Volleyball (0-1-0)
Athen 2004: Silber, Männer
- Andrea Pirlo – Fußball (0-0-1)
Athen 2004: Männer
- Alessandro Pirzio Biroli – Fechten (0-1-0)
London 1908: Silber, Säbel Team Männer
- Alessandro Pittin – Nordische Kombination (0-0-1)
Vancouver 2010: Bronze, Normalschanze/10 km Männer
- Alfredo Pitto – Fußball (0-0-1)
Amsterdam 1928: Bronze, Männer
- Virginio Pizzali – Radsport (1-0-0)
Melbourne 1956: Gold, 4000 m Teamverfolgung Männer
- Diana Pizzavini – Turnen (0-1-0)
Amsterdam 1928: Silber, Teammehrkampf Frauen
- Eraldo Pizzo – Wasserball (1-0-0)
Rom 1960: Gold, Männer
- Paolo Pizzo – Fechten (0-1-0)
Rio de Janeiro 2016: Silber, Degen Team Männer
- Antonino Pizzolato – Gewichtheben (0-0-2)
Tokio 2020: Bronze, Mittelgewicht Männer
Paris 2024: Bronze, Halbschwergewicht Männer
- Walter Plaikner – Rodeln (1-0-0)
Sapporo 1972: Gold, Zweisitzer Männer
- Herbert Plank – Ski Alpin (0-0-1)
Innsbruck 1976: Bronze, Abfahrt Männer
- Gerhard Plankensteiner – Rodeln (0-0-1)
Turin 2006: Bronze, Zweisitzer Männer
- Giovanni Plazzer – Rudern (0-1-0)
Los Angeles 1932: Silber, Vierer mit Steuermann Männer
- Enrico Poggi – Segeln (1-0-0)
Berlin 1936: Gold, 8-Meter-Klasse
- Luigi Poggi – Segeln (1-0-0)
Berlin 1936: Gold, 8-Meter-Klasse
- Eros Poli – Radsport (1-0-0)
Los Angeles 1984: Gold, Teamzeitfahren Männer
- Piero Poli – Rudern (1-0-0)
Seoul 1988: Gold, Doppelvierer Männer
- Josef Polig – Ski Alpin (1-0-0)
Albertville 1992: Gold, Alpine Kombination Männer
- Vincenzo Polito – Wasserball (0-0-1)
Helsinki 1952: Bronze, Männer
- Claudio Pollio – Ringen (1-0-0)
Moskau 1980: Gold, Papiergewicht Männer
- Orlando Polmonari – Turnen (0-0-1)
Rom 1960: Bronze, Teammehrkampf Männer
- Francesca Pomeri – Wasserball (0-1-0)
Rio de Janeiro 2016: Silber, Frauen
- Amedeo Pomilio – Wasserball (1-0-1)
Barcelona 1992: Gold, Männer
Atlanta 1996: Bronze, Männer
- Enrico Porro – Ringen (1-0-0)
London 1908: Gold, Leichtgewicht griechisch-römisch Männer
- Francesco Porzio – Wasserball (1-0-0)
Barcelona 1992: Gold, Männer
- Giuseppe Porzio – Wasserball (1-0-0)
Barcelona 1992: Gold, Männer
- Lorenzo Porzio – Rudern (0-0-1)
Athen 2004: Bronze, Vierer ohne Steuermann
- Francesco Postiglione – Wasserball (0-0-1)
Atlanta 1996: Bronze, Männer
- Alessandro Potenza – Fußball (0-0-1)
Athen 2004: Männer
- Gianmarco Pozzecco – Basketball (0-1-0)
Athen 2004: Silber, Männer
- Danijel Premuš – Wasserball (0-1-0)
London 2012: Silber, Männer
- Christian Presciutti – Wasserball (0-1-1)
London 2012: Silber, Männer
Rio de Janeiro 2016: Bronze, Männer
- Nicholas Presciutti – Wasserball (0-0-1)
Rio de Janeiro 2016: Bronze, Männer
- Thomas Prugger – Snowboard (0-1-0)
Nagano 1998: Silber, Riesenslalom Männer
- Rino Pucci – Radsport (0-1-0)
London 1948: Silber, 4000 m Teamverfolgung Männer
- Alessandro Puccini – Fechten (1-0-0)
Atlanta 1996: Gold, Florett Einzel Männer
- Giuseppe Puliè – Skilanglauf (0-1-0)
Albertville 1992: Silber, 4 × 10-km-Staffel Männer
- Oreste Puliti – Fechten (4-1-0)
Antwerpen 1920: Gold, Florett Team Männer
Antwerpen 1920: Gold, Säbel Team Männer
Paris 1924: Gold, Säbel Team Männer
Amsterdam 1928: Gold, Florett Team Männer
Amsterdam 1928: Silber, Säbel Team Männer
- Karen Putzer – Ski Alpin (0-0-1)
Salt Lake City 2002: Bronze, Super-G Frauen